# Route nationale 18 (Cameroun)
Pour les articles homonymes, voir Route nationale 18.
La route nationale 18 est une route camerounaise reliant Mbwam (RN 1) à Bélabo. Sa longueur est de 57 km,.